# Trichoniscus crassipes
Trichoniscus crassipes är en kräftdjursart som beskrevs av Karl Wilhelm Verhoeff 1939A. Trichoniscus crassipes ingår i släktet Trichoniscus och familjen Trichoniscidae. Inga underarter finns listade i Catalogue of Life.